# Caldei
I Caldei (dall'accadico Kaldu, forse dalla protoforma *Kašdu, in siriaco ܟܐܠܕܘ, Kald, in ebraico כשֹדים‎?, kasdi, in greco Χαλδαία?, Chaldàia/Haldhèa) furono un popolo semita, abitante la parte meridionale della Mesopotamia, la cui esistenza è attestata fin dai testi assiri del IX secolo a.C.
Nel corso della seconda metà dell'VIII secolo a.C. i Caldei si mescolarono con le differenti popolazioni abitanti l'area babilonese perdendo le proprie caratteristiche etniche.
Connessi alle tribù aramaiche ma distinti etnicamente da questi il loro territorio di insediamento era la parte inferiore dell'Eufrate, da Nippur a Ur e Uruk.
Si conoscono cinque tribù caldee dagli annali del re assiro Sennacherib, che così le elencano:
- Bit Yakini, con 8 città fortificate e 100 cittadine
- Bit Dakkuri, con 33 città fortificate e 250 cittadine
- Bit Ammukani, con 39 città fortificate e 350 cittadine
- Bit Sha'alli, con 8 città fortificate e 120 cittadine
- Bit Shilani

I condottieri caldei vengono indicati sempre al plurale come šarrāni, 're', o ra'sāni.
I Caldei furono alleati degli Elamiti nelle guerre condotte da costoro contro gli Assiri nel corso dell'VIII e del VII secolo a.C.

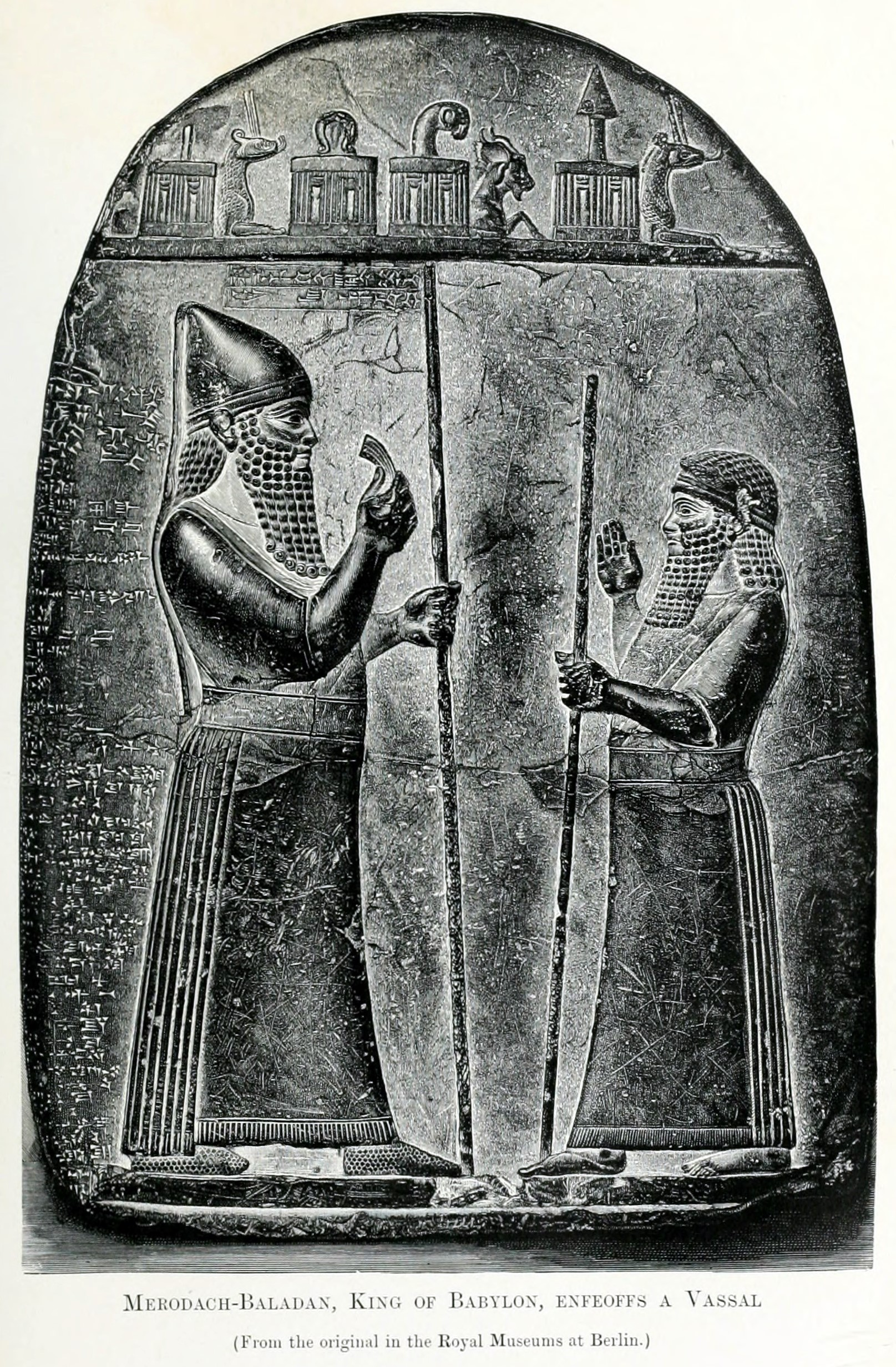
Un kudurru (pietra miliare o cippo di confine), che rappresenta Marduk-apla-iddina II con un suo vassallo (conservato presso gli Staatliche Museen di Berlino)

Nel 721 a.C. il condottiero caldeo Marduk-apla-iddina II (Merodach-Baladan) usurpò il trono di Babilonia strappandolo al re assiro Šulmanu-ašared V, organizzando quindi un'alleanza con gli Elamiti in funzione anti assira.
Nel 694 a.C. ancora un principe caldeo sul trono di Babilonia, Mušezib-Marduk, organizzò una coalizione di Babilonesi, Elamiti, Aramei la quale, unita ad alcune tribù originarie dei Monti Zagros, mosse ancora una volta contro gli Assiri sconfiggendoli ad Halule sul Tigri. Le gravi perdite subite non consentirono tuttavia a questa coalizione di finalizzare tale vittoria.
Nel 626 a.C. il condottiero caldeo Nebû-apal-usur fondò la dinastia neo-babilonese (o caldea) promuovendo un'alleanza con i Medi di stirpe iranica, nella lotta contro gli Assiri.
Nel 614 a.C. i Medi, guidati dal re Ḫavachštra (Ciassare), conquistarono la capitale assira, Assur. Raggiunti a battaglia terminata dalle truppe di Nebû-apal-usur, i Medi e i Babilonesi conclusero un'alleanza dinastica con il matrimonio del figlio di Nebû-apal-usur, Nabu-kudurri-usur II, e la figlia di Ḫavachštra, Amytis.
La dinastia caldea continuò a governare la Babilonia fino alla conquista persiana del 539 a.C.
L'identificazione dei Caldei come Babilonesi e come sinonimo di astrologi, risale allo scrittore ellenistico di origine babilonese, Berosso (III secolo a.C.).
(Diodoro Siculo. Bibliotheca historica, II,29)
Da menzionare, sempre in campo astrologico, la scoperta da parte dei Caldei del Ciclo di Saros.